# Estratovolcà

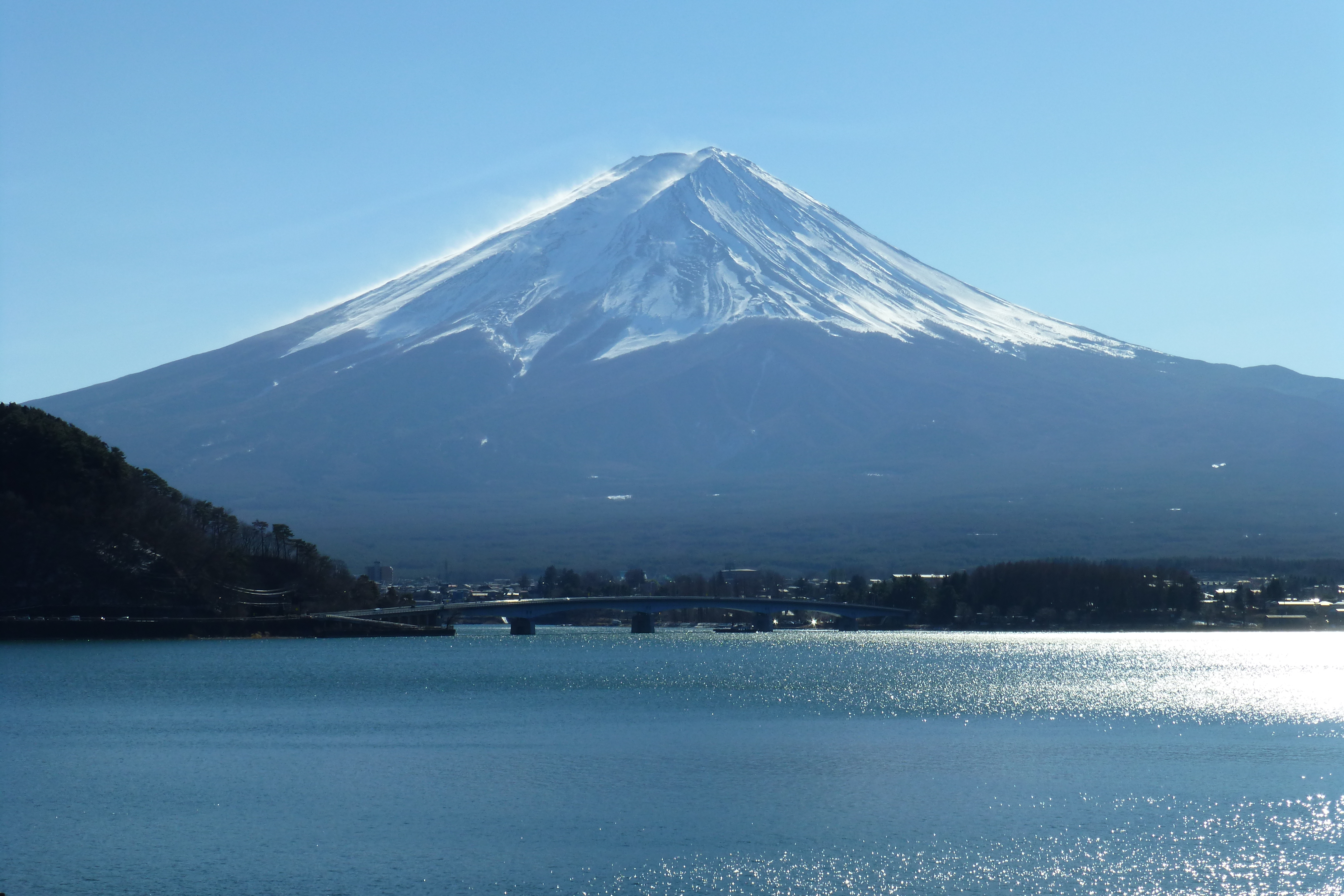
El Mont Fuji, al Japó, és un exemple d'estratovolcà.

Un estratovolcà o volcà compost és un volcà l'estructura del qual està constituïda per l'acumulació de colades de lava i de piroclasts (tefra) en el transcurs dels diferents estadis eruptius, habitualment violents. Els estratovolcans prenen una forma cònica a causa de la seva lava pastosa que circula difícilment, fent dipòsits de cendres i d'escòries preferentment prop de la xemeneia volcànica i dels dipòsits deixats per les colades piroclàstiques que surten pel cràter del volcà. Procedents d'un magmatisme de subducció, les seves erupcions són explosives, de tipus vulcanià, estrombolià, peleà o plinià. La forma del volcà és generalment cònica fins que, de resultes d'una nova l'explosió del volcà, es forma un nou con al cràter o a la caldera. Atenyen en general grans alçades i els seus pendents són pronunciats (de vegades fins a 45 °).
El magma que forma la lava sovint és fèlsic, amb nivells mitjans o alts de sílice (com en la riolita, dacita o andesita). Les colades fèlsiques de lava extenses són poc freqüents i han viatjat fins als 15 quilòmetres de distància. Es troben entre els tipus més comuns dels volcans. Un famós estratovolcà és el Krakatau, més conegut per la seva catastròfica erupció el 1883.

## Creació

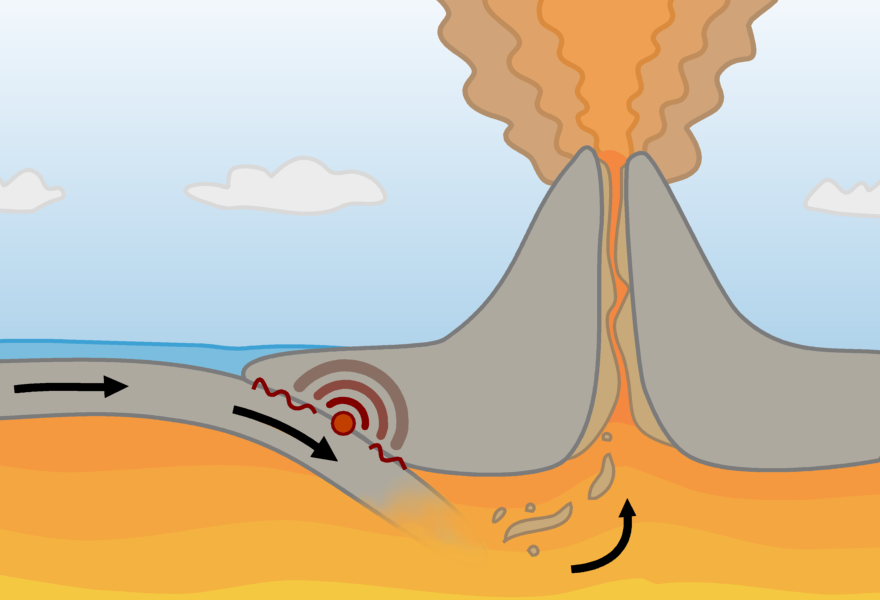
Esquema de la zona de subducció i un estratovolcà associat.

Els estratovolcans són comuns a les zones de subducció, formant cadenes al llarg dels límits de la placa tectònica on l'escorça oceànica s'escola sota l'escorça continental (és l'anomenat 'volcanisme d'arc continental', per exemple, la Serralada de les Cascades al Canadà, o els Andes centrals) o davall d'una altra placa oceànica (per exemple, les Illes Aleutianes al Japó). El magma que forma els estratovolcans s'eleva quan l'aigua atrapada entre els minerals hidratats i la roca basàltica porosa de l'escorça oceànica superior s'allibera contra la roca del mantell terrestre de l'astenosfera per sobre de capa oceànica. L'alliberament de l'aigua del minerals hidratats s'anomena "deshidratació", i es produeix a pressions i temperatures específiques per a cada mineral, a mesura que la placa descendeix a grans profunditats. L'aigua alliberada dels minerals baixa el punt de fusió de la roca que cobreix el mantell, que després se sotmet a fusió parcial i s'eleva perquè presenta una densitat més lleugera en relació amb la roca que envolta el mantell i se situa temporalment a la base de la litosfera. El magma s'eleva llavors a través de l'escorça, incorporant roques de l'escorça riques en diòxid de silici, donant lloc a una composició intermèdia final (vegeu la classificació de roques ígnies). Quan el magma s'acosta a la superfície superior, s'estanca en una cambra magmàtica sota el volcà. Allà, la pressió relativament baixa permet que l'aigua i altres volàtils (CO₂, S2-, Cl-) dissolts en el magma escapin de la solució, com passa quan una ampolla d'aigua carbonatada s'obre. En el moment en què s'hi acumula un volum crític de gas i magma, se supera l'obstacle que representa el con volcànic donant lloc a una sobtada erupció explosiva.

## Perills

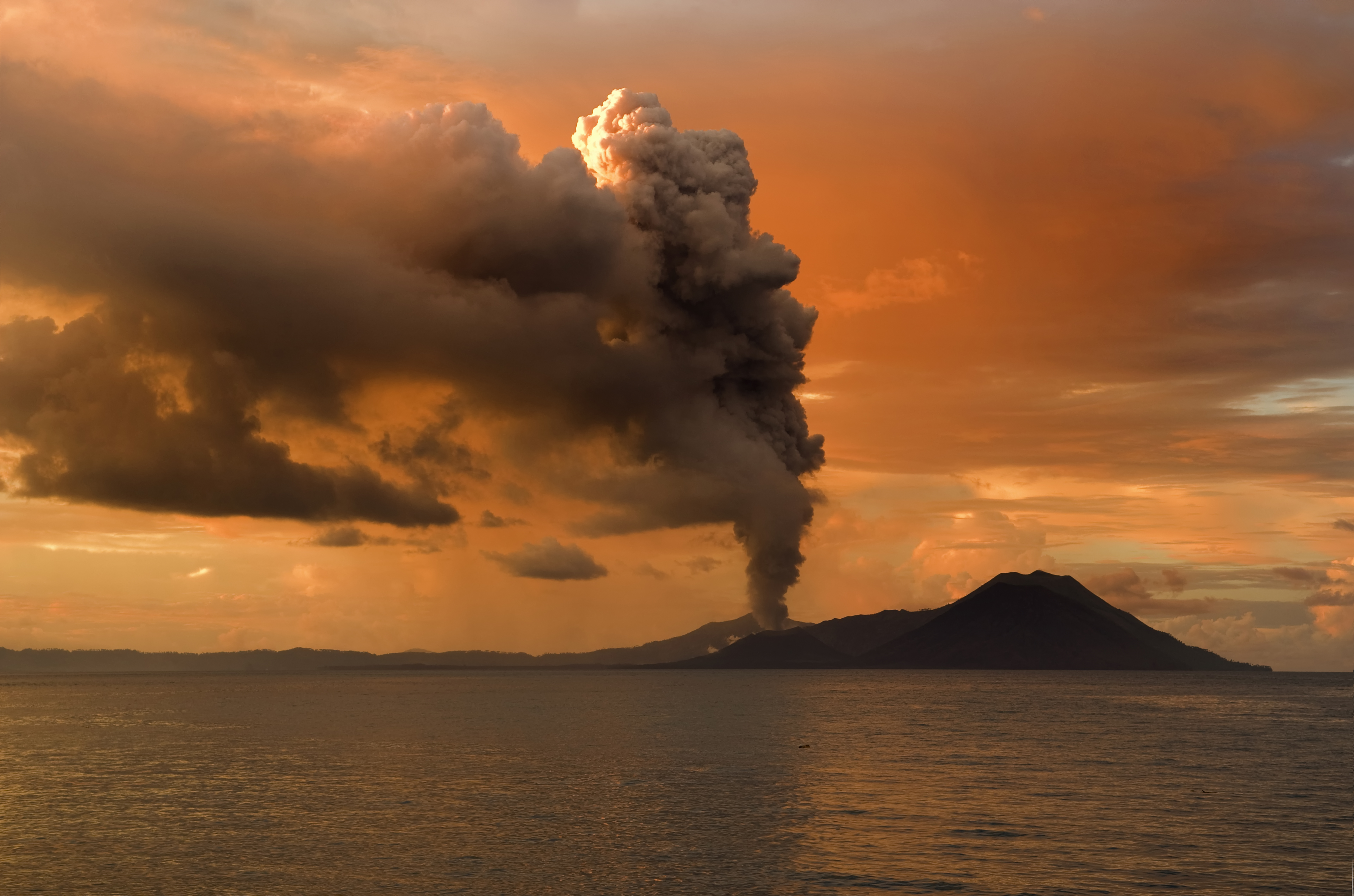
Tavurvur, Un estratovolcà actiu prop de Rabaul, a Papua Nova Guinea.

En la història enregistrada, les erupcions explosives a la zona de subducció dels volcans (límits convergents-) han plantejat el major perill per a les civilitzacions. Estratovolcans de zones de subducció com el Saint Helens o el Pinatubo generalment fan erupció amb una força explosiva puix que el magma és massa rígid per permetre fàcilment la fuita de gasos volcànics. Com a conseqüència, es formen tremendes pressions internes a mesura que els gasos s'expandeixen durant la seva ascensió, abans que la pressió acumulada els alliberi de sobte en una erupció violenta. Aquest procés explosiu es pot comparar amb posar un dit sobre una ampolla oberta d'una beguda carbonatada, agitar-la vigorosament, i després ràpidament retirar-ne l'obstrucció. L'agitament separa els gasos del líquid per formar bombolles, augmentant-ne la pressió interna. L'alliberament ràpid del dit permet que els gasos i líquids brollin amb força i a gran velocitat.
La majoria de les morts provocades pels volcans són degudes als fluxos piroclàstics i a les colades de fang que sovint acompanyen les erupcions explosives dels estratovolcans de zones de subducció. Els fluxos piroclàstics són de moviment ràpid, com allaus, mescles incandescents que abrasen la terra barreja de runes, cendra i gasosque poden viatjar a velocitats superiors als 150 quilòmetres per hora. Aproximadament 30.000 persones van morir pels fluxos piroclàstics durant l'erupció de 1902 del Mont Pelé a l'illa de Martinica al Carib. Entre març i abril del 1982, tres erupcions explosives del volcà El Chichonal a l'Estat de Chiapas, sud-est de Mèxic, van provocar el pitjor desastre volcànic en la història d'aquest país. Els pobles que es trobaven a 8km de distància del volcà van ser destruïdes pels fluxos piroclàstics, matant més de 2.000 persones.
El 15 de juny de 1991, el Pinatubo va expulsar cendra a 40 quilòmetres de distància per l'aire i produí enormes fluxos piroclàstics i lahars que varen devastar una àmplia zona al voltant del volcà. El Pinatubo, situat a l'illa de Luzon, Filipines, a 90km de la capital Manila, feia 600 anys que romania adormit, i la seva erupció fou una de les més grans del segle xx. També el 1991, el volcà japonès Unzen, ubicat a l'illa de Kyushu, a uns 40km a l'est de Nagasaki, es va despertar del seu somni de 200 anys per produir un nou dom de lava en el seu cim. Els successius col·lapses de la seva cúpula activa van generar corrents de cendres destructives que s'estengueren pels seus vessants a velocitats de fins a 200 km/h. L'Unzen és un dels més de 75 volcans actius al Japó. L'erupció d'aquest volcà que es produí el 1792 va matar més de 15.000 persones -el pitjor desastre volcànic en la història del país. L'erupció pliniana de l'any 79 dC del Vesuvi, a Nàpols, va cobrir completament amb dipòsits d'onades piroclàstiques les ciutats de Pompeia i Herculà, deixant entre 10.000 i 25.000 morts. El Vesuvi és un dels volcans més perillosos, per la seva erupcions explosives i la densitat de població de la zona de Nàpols (al voltant de 3 milions de persones).

### Cendres
A part que pot afectar el clima, els núvols volcànics de les erupcions explosives també representen un perill per a la seguretat de l'aviació. Per exemple, durant l'erupció del Galunggung el 1982, a Java, el vol número 9 de la comanyia British Airways va travessar el núvol de cendres, patint avaries temporals i danys estructurals. Durant les últimes dues dècades, més de 60 avions, avions comercials en la seva majoria, han estat malmesos per les trobades en vol amb cendra volcànica. Algunes d'aquestes trobades han donat com a resultat la pèrdua de potència de tots els motors i requeriren aterratges d'emergència. De totes maneres, fins ara no han ocorregut accidents d'aviació a causa de volar a través de cendra volcànica. La cendra volcànica també és una amenaça per a la salut per inhalació, i representa també una amenaça a la propietat quan s'acumula a suficient alçada. Més de 30 cm d'acumulació són suficients per fer caure la majoria dels edificis.

### Colades de fang
Les colades de fang (també anomenats colades de runes o lahars, un mot d'Indonèsia per a les colades de fang volcànic), són barreja de restes volcàniques i aigua. L'aigua en general prové de dues fonts: les pluges o el desglaç de la neu i el gel per causats per la runa calenta expulsada pel volcà. Depenent de la proporció d'aigua i materials volcànics, els fluxos de fang poden anar des d'inundacions en forma de sopa espessa a tenir la consistència del ciment humit. Conforme les colades de fang avancen pels vessants dels estratovolcans prenen força i la seva velocitat ho pot aplanar o enterrar tot al seu pas. Les colades piroclàstiques i de cendra de l'erupció de 1985 del volcà Nevado del Ruiz a Colòmbia, Amèrica del Sud, van fondre la neu i el gel del seu cim andí a 5.390 m d'altitud, les colades de fang resultant soterraren la ciutat d'Armero, matant a 25.000 persones.

### Bombes volcàniques
Les bombes volcàniques són roques ígnies extrusives, que van des de la mida d'un llibre a la mida d'un escriptori o més grans, que volen fora dels estratovolcans quan exploten. Aquestes roques a vegades poden viatjar més de 24 kilòmetres de distància del volcà i suposen un perill de colpejar els edificis i la gent mentre viatgen a gran velocitat a través de l'aire.

### Lava
Els fluxos de lava dels estratovolcans no solen representar una amenaça per a les persones, ja que generalment la lava es mou amb prou lentitud com per permetre a la gent a allunyar-se'n, de manera que resulten més aviat d'una amenaça per a las béns materials. No obstant això, la muntanya Nyiragongo és perillosa a causa dels seus fluxos de lava donat que el contingut de sílice del seu magma és extremadament baix, per la qual cosa és més líquida del normal (fins i tot quan es comparen a la lava de Hawaii) i per tant, menys viscosa. Això es veu agreujat pel pendent pronunciat del Nyiragongo que permet que el seu flux de lava assoleixi els 100km/h.

## Efectes climàtics
Encara que les erupcions de l'Unzen han causat morts i nombrosos danys materials, l'impacte de l'erupció del Mont Pinatubo el juny de 1991 fou global. Es van registrar temperatures mundials una mica més fredes del que és habitual i capvespres i albes brillants que s'han atribuït en aquesta erupció que va enviar cendres i gasos amunt cap a l'estratosfera, formant un gran núvol volcànic que va afectar tot el planeta. El diòxid de sofre (SO2) d'aquesta núvol -al voltant de 22 milions de tones- es va combinar amb aigua per formar gotes d'àcid sulfúric, impedint que part de la llum solar arribés a la Terra i fent que en algunes regions les temperatures baixessin fins a 0,5 °C. Una erupció de la mida del Mont Pinatubo podria afectar el clima alguns anys; el material que s'expulsa cap a la troposfera només es neteja arrossegat per la pluja i els vents.
Un fenomen similar va passar l'abril de 1815 amb l'erupció del Tambora a l'illa de Sumbawa (Indonèsia). El núvol volcànic del Tambora va baixar la temperatura global fins a 3 °C. Fins i tot un any després de l'erupció, la major part de l'hemisferi nord va experimentar temperatures considerablement més fredes durant els mesos d'estiu. En algunes parts d'Europa i a Amèrica del Nord el 1816 era conegut com "L'any sense estiu".

## Exemples d'estratovolcans
- Callaqui (Xile)
- Etna (Sicília, Itàlia)
- Teide (Illes Canàries, Espanya)
- Lanín (Argentina)
- Kilimanjaro (Tanzània)

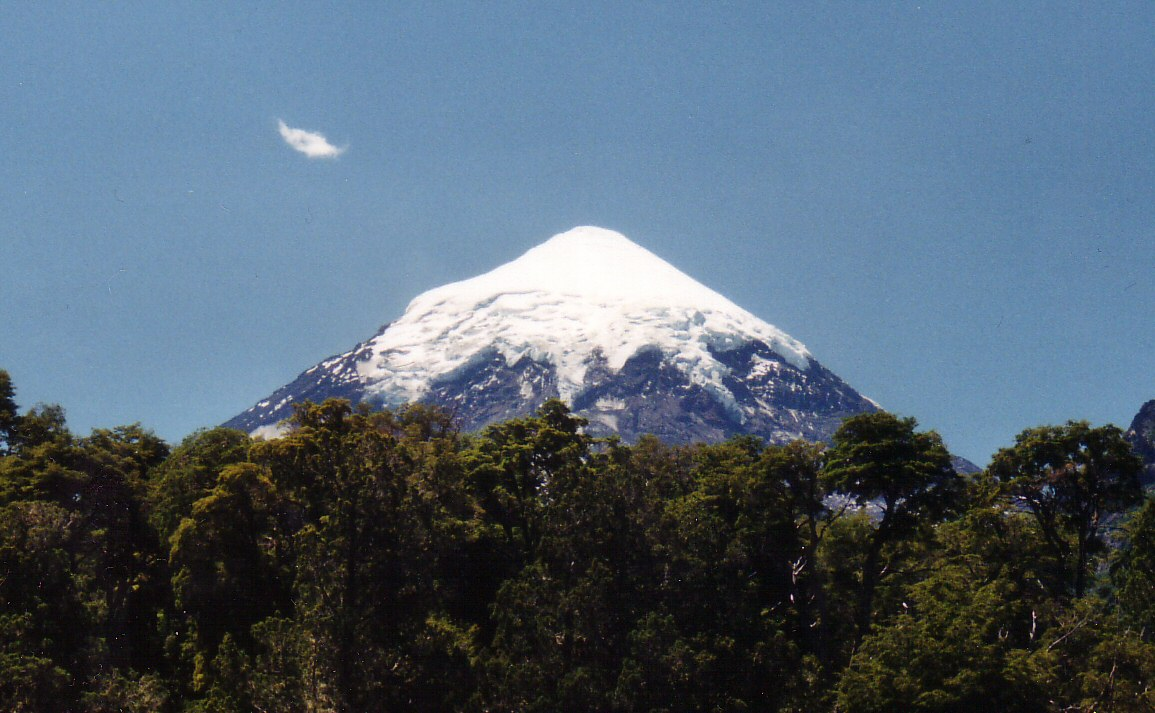
El volcà Lanín a l'Argentina

- Tambora (illa de Sumbawa, Indonèsia)
- Merapi (illa de Java, Indonèsia)
- Saint Helens (Washington, Estats Units)
- Hekla (Islàndia)
- Nevado del Tolima (Colòmbia)